# 滇南山牵牛
滇南山牵牛（学名：Thunbergia fragrans ssp. lanceolata）为爵床科山牵牛属下的一个亚种。

## 扩展阅读
- 維基物種上的相關：滇南山牵牛